# Staro Petrovo Selo
Staro Petrovo Selo (do roku 1880 pouze Petrovo Selo) je vesnice a správní středisko stejnojmenné opčiny v Chorvatsku v Brodsko-posávské župě. Nachází se na úpatí pohoří Požeška gora, asi 10 km jihovýchodně od Nové Gradišky a asi 40 km severozápadně od Slavonského Brodu. V roce 2011 žilo ve Starém Petrovu Selu 1 572 obyvatel, v celé opčině pak 5 186 obyvatel.
Součástí opčiny je celkem třináct trvale obydlených vesnic. Vesnice Donji Crnogovci a Gornji Crnogovci až do roku 1880 tvořily jediné sídlo Crnogovci. Dříve byla součástí opčiny i osada Vrbovačko Brdo, která se v roce 1981 stala součástí vesnice Blažević Dol.
- Blažević Dol – 154 obyvatel
- Donji Crnogovci – 131 obyvatel
- Godinjak – 664 obyvatel
- Gornji Crnogovci – 98 obyvatel
- Komarnica – 251 obyvatel
- Laze – 314 obyvatel
- Oštri Vrh – 162 obyvatel
- Starci – 4 obyvatelé
- Staro Petrovo Selo – 1 572 obyvatel
- Štivica – 586 obyvatel
- Tisovac – 363 obyvatel
- Vladisovo – 14 obyvatel
- Vrbova – 873 obyvatel

Starým Petrovým Selem procházejí župní silnice Ž4158, Ž4160, Ž4179, Ž4180 a Ž4181. Nedaleko prochází dálnice A3 a nachází se na ní odpočívka pojmenovaná po vesnici, Odmorište Staro Petrovo Selo.